# Bessins
Bessins település Franciaországban, Isère megyében. Lakosainak száma 117 fő (2022. január 1.). Bessins Roybon, Saint-Appolinard és Saint Antoine l’Abbaye községekkel határos.

## Népesség
A település népességének változása:
| Lakosok száma | 126  | 101  | 90   | 124  | 130  | 123  | 116  | 107  | 104  | 117  |
|               | 1968 | 1982 | 1990 | 2006 | 2013 | 2015 | 2017 | 2019 | 2020 | 2022 |